# Kostel svatého Jindřicha a svaté Kunhuty
Kostel svatého Jindřicha a svaté Kunhuty na Novém Městě je římskokatolický farní kostel v Praze. Gotická budova ze 14. století se nachází v městské části Praha 1-Nové Město v Jindřišské ulici, která je podle kostela nazvána. V roce 1964 byl kostel zapsán do státního seznamu kulturních památek.

## Historie

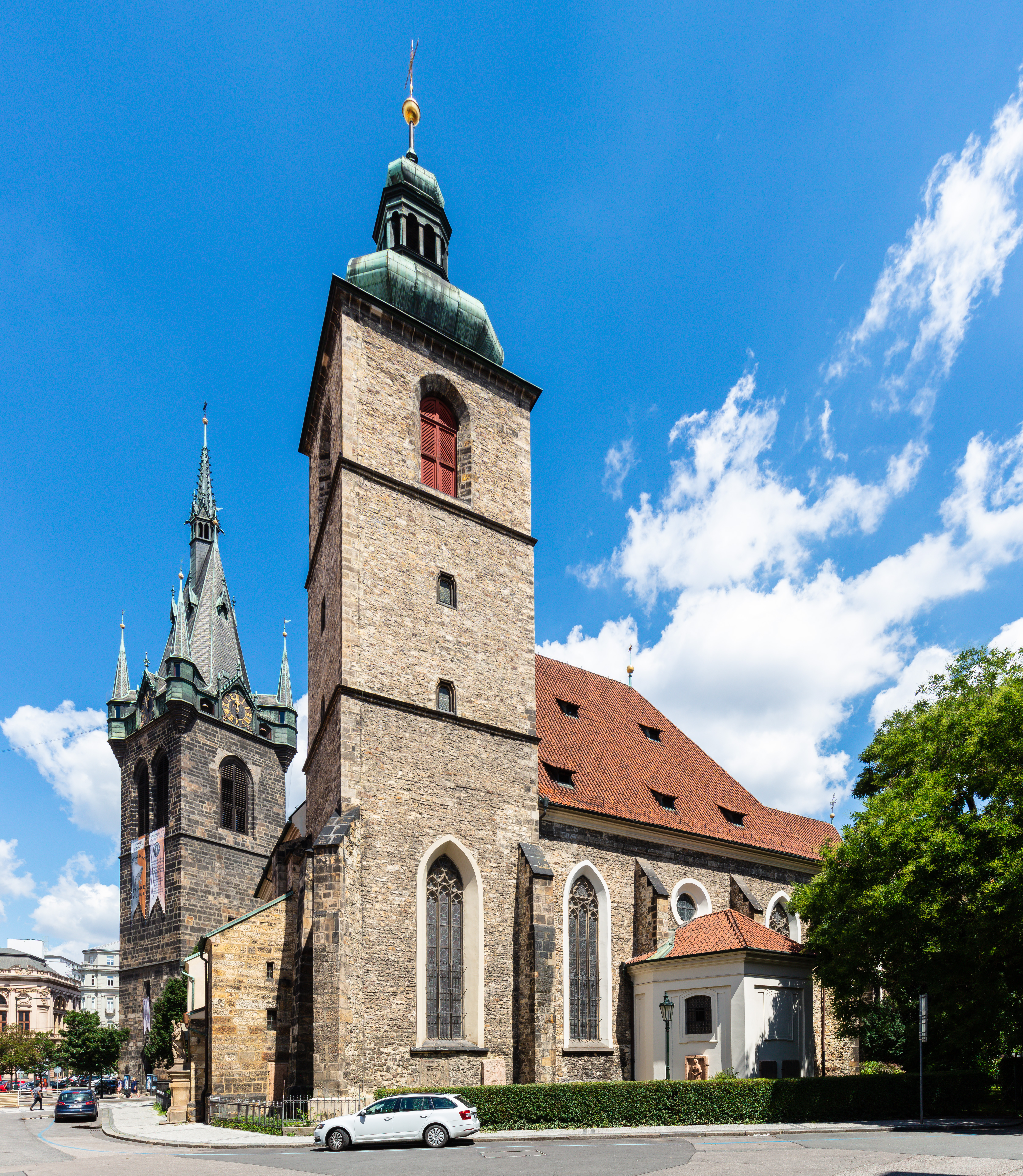
Kostel sv. Jindřicha a sv. Kunhuty, v pozadí tmavší Jindřišská věž

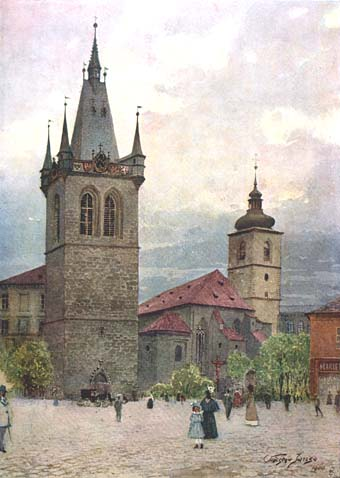
Malba kostela, Václav Jansa (1859–1913)

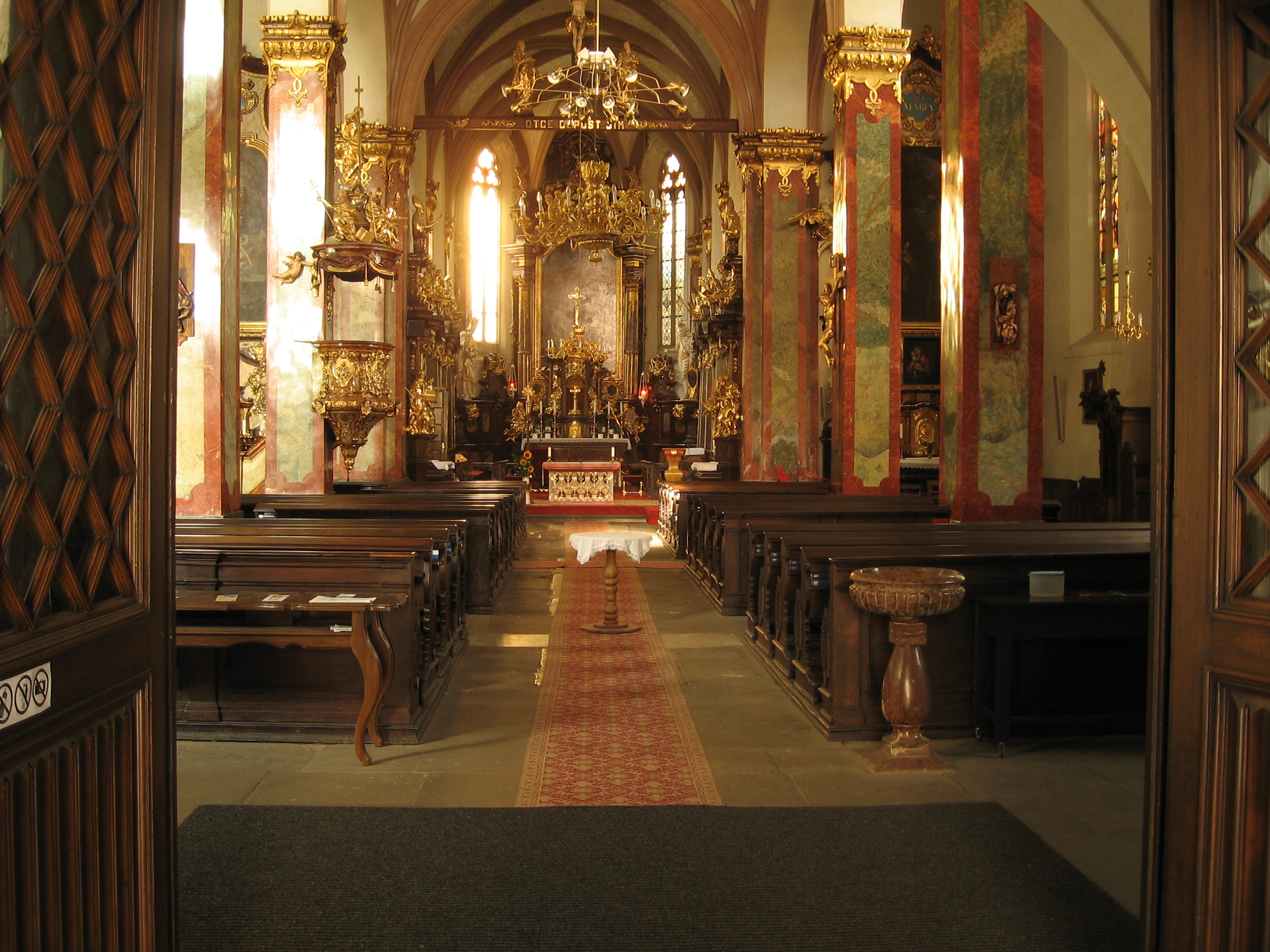
Interiér kostela s barokním mobiliářem

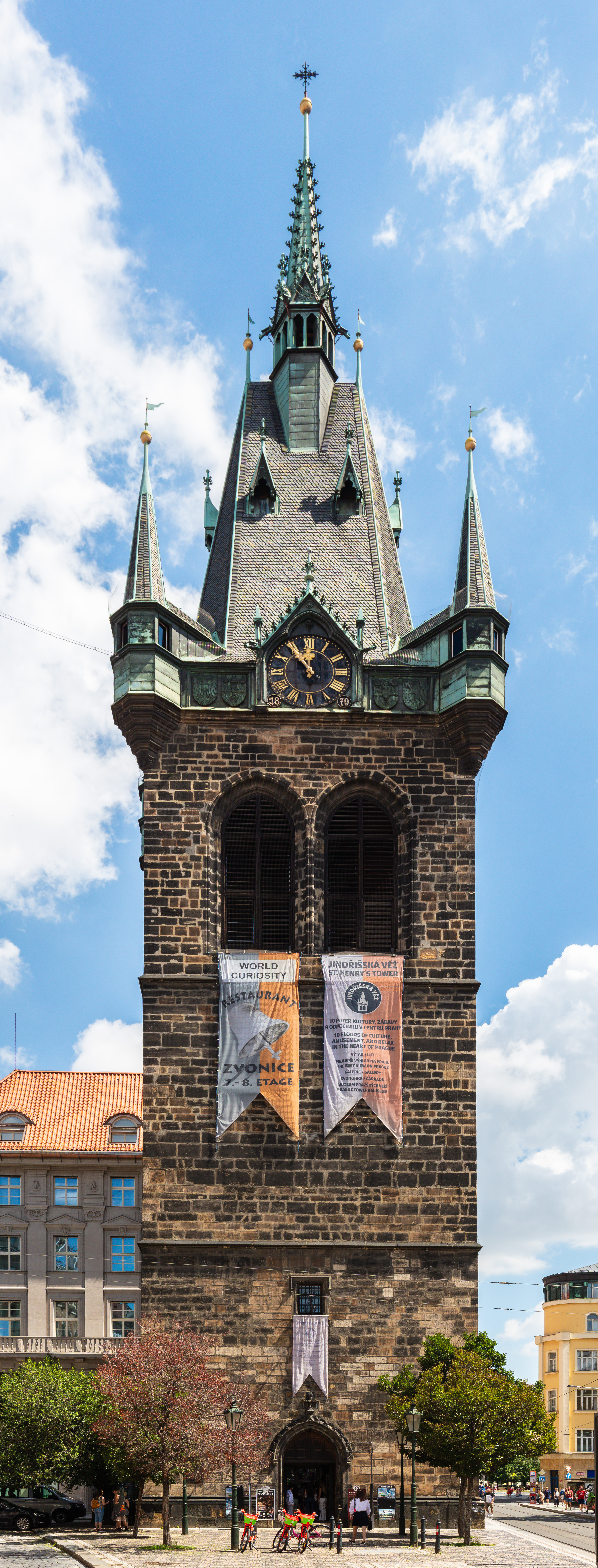
Jindřišská věž, také Svatojindřišská zvonice, samostatně stojící součást kostela sv. Jindřicha a sv. Kunhuty

Kostel byl založen v 1. polovině 14. století při založení Nového Města. Vystavěn byl v gotickém slohu řádem křižovníků s červenou hvězdou, který ho měl ve správě. Kostel byl vysvěcen v únoru 1351 arcibiskupem Arnoštem z Pardubic, 16. března 1351 byl povýšen na farní. Je zasvěcen římskoněmeckému králi a císaři Jindřichovi II., který žil v letech 972/3–1024, a jeho manželce Kunhutě.
Kostel byl obklopen ve své době největším vnitroměstským hřbitovem, který byl používán zvláště intenzivně při morových ranách.
Za husitství kostel ovládli husité a byl zde farářem také umírněný husita Prokop z Plzně, později pak utrakvisté. V letech 1472–1476 založena nová zvonice (dnešní Jindřišská věž), která byla určena pro nové těžké zvony. Při kostele byla také založena svatojindřišská farní škola, mezi rektory školy patřili Pavel Kristián z Koldína nebo Jan Campanus Vodňanský. Z doby utrakvismu se v kostele zachovala například křtitelnice z roku 1418. V té době zde také působilo jedno z nejstarších a nejbohatších literátských bratrstev v Čechách, které, stejně jako ostatní, bylo v roce 1784 zrušeno výnosem císaře Josefa II. a jeho majetek byl rozprodán.
Po Bílé hoře měl být kostel vrácen křižovníkům, ti se ho však v roce 1646 zřekli ve prospěch řádu barnabitů, ale ani ti tuto nabídku nevyužili a císař Ferdinand III. kostel v roce 1649 převedl na obec Nové Město.
V dobách barokních došlo k přistavění několika kaplí kostela. V 19. století pak kostel prošel významnou úpravou pod vedením architekta Josefa Mockera, kdy byl kostel spolu s přilehlou zvonicí regotizován.

## Popis kostela

### Interiér kostela
Barokní vybavení kostela – obrazy a sochy významných českých umělců (např. Václav Vavřinec Reiner, Karel Škréta, Jan Jiří Heinsch či Jan Jiří Bendl) – vzniklo postupně mezi lety 1738–1741. Cyklus nástěnných obrazů ze života sv. Jindřicha, který se nachází v presbytáři, byl financován literátským bratrstvem a vznikl roku 1745. Oltářní architektura situovaná za hlavním oltářem je převzatá z klášterního kostela sv. Kříže bratří cyriaků na Starém Městě, který byl zrušen Josefem II. Oltářní obraz je původní z roku 1698, několikrát nastavovaný. Namaloval ho rovněž Jan Jiří Heinsch a znázorňuje sv. Jindřicha v roli ochránce Prahy před švédským obléháním a sv. Kunhutu chodící po rozžhavených radlicích, aby tak dokázala svou nevinu, když byla nařčena z cizoložství.
První významnou úpravou kostela byla renesanční přestavba v roce 1529. Při ní vznikla kostelní kruchta, předsíň před vstupem do kostela a z ní vedoucí kamenné schodiště na kůr.
Významná přestavba nastala v roce 1879, kdy byl kostel spolu s přilehlou zvonicí nazývanou Jindřišská věž regotizován (především v exteriéru) pod dohledem architekta Josefa Mockera. Při této nedokončené neogotické úpravě došlo k odstranění gotických a renesančních částí fasády oklepáním až na holý kámen, byla spálena více než polovina všech bočních oltářů, byly postaveny nové varhany nebo nový vstup do chrámové klenotnice. Vnikly nové vitráže v gotických oknech. Zrušen byl také přilehlý hřbitov (nepohřbívalo se na něm již od roku 1787) a byl proměněn v malý parčík. Spolu s ním byla zrušena také kostnice a Jeruzalémská kaple. Pozůstatky náhrobních desek byly přilepeny na fasádu chrámu, některé náhrobky jsou umístěné ve vstupní části uvnitř kostela. Zbořeny byly také další, zvenku kostela přistavěné hrobky.

### Kaple svaté Barbory
Byla postavena roku 1672 jako poděkování za záchranu před švédským obléháním Prahy. V této kapli působilo také Bratrstvo sv. Panny Barbory, které se staralo o pohřby a s nimi spojené ceremonie – fundace zádušních mší, hudba, kultura pohřbívání. Tato kaple měla vlastní zřízení, a proto měla také vlastní sakristii, která byla později Josefem Mockerem při regotizaci zbořena. V kapli lze také vidět maketu dělové koule, sochy sv. Rocha, sv. Šebestiána, sv. Josefa, sv. Terezie, sv. Václava a sv. Jana Nepomuckého. Na mramorovém oltáři z roku 1746 je cenný obraz svaté Barbory od Matěje Zimprechta z roku 1673. Tato kaple také sloužila od 19. století jako křestní kaple. 

### Kaple Panny Marie
Kaple zvaná i jako Malanotská byla postavena roku 1685. Nejcennější památkou kaple je barokní pieta ze 17. století ve výklenku oltáře z roku 1765.

### Kaple svatého Lukáše
Kaple zvaná také Krocínská byla postavena roku 1696. Oltářní architektura i s obrazem je z roku 1700. Obraz namaloval autor hlavního oltářního obrazu, Jan Jiří Heinsch. Znázorňuje sv. Lukáše, jak maluje Pannu Marii. Tato kaple díky svému zasvěcení byla také cechovní kaplí novoměstských malířů. Pod hlavním obrazem je také menší obraz znázorňující Božské Srdce Ježíšovo. Tento obraz patří k nejstarším dochovaným znázorněním tohoto tématu v Čechách.

### Exteriér
Za pruského bombardování Prahy byl kostel značně poškozen dělovými koulemi, z nichž mnohé jsou dodnes patrné v klenbách kostela. Tímto bombardováním byla také poškozena vzácná gotická stanová střecha, která byla nahrazena novou, jednodušší barokní střechou. Dalším významným prvkem exteriéru je nahrubo odhalené zdivo kostela. To bylo odkryto ve 2. polovině 19. století při puristických úpravách Josefa Mockera, které však byly liché, protože v období gotiky byly stavby zcela běžně omítnuté. Nalevo od vchodu je socha svatého Jana Nepomuckého od Michala Josefa Brokoffa a napravo socha svatého Judy Tadeáše od neznámého autora, obě z roku 1709 přenesené od původní vstupní brány na hřbitov v ose dnešní ulice Jindřišská. 

## Současnost

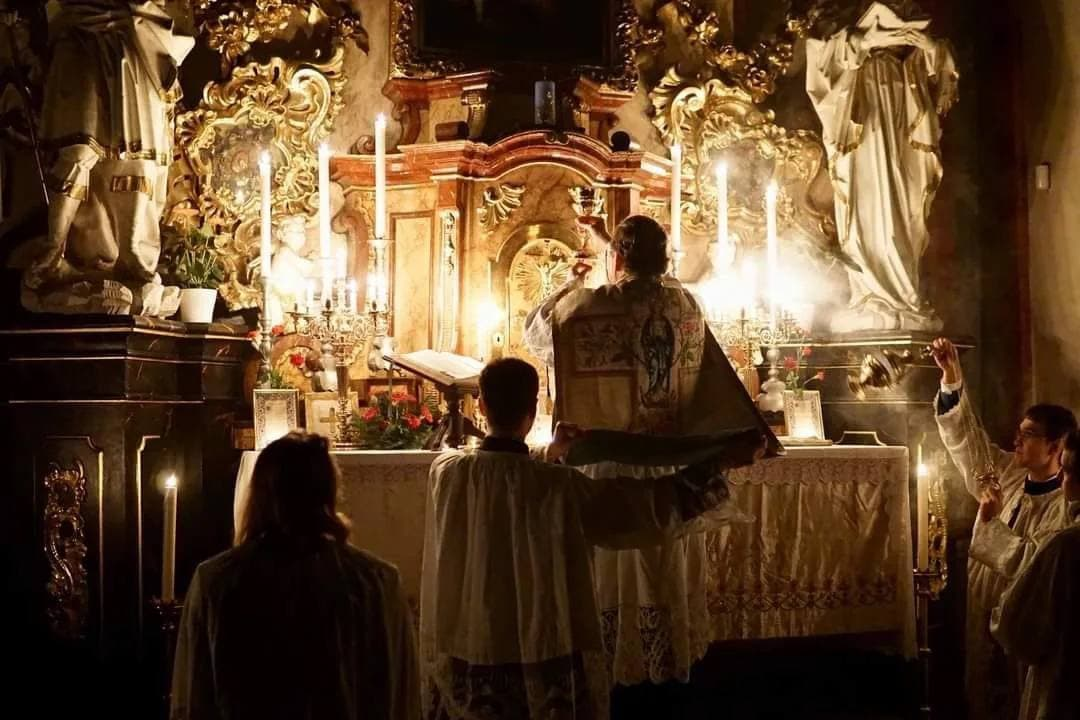
Mše svatá v mimořádné formě sloužená u svatého Jindřicha v době adventu 2021. Celebruje R.D. Stanislav Přibyl

Dnes je kostel využíván ke konání římskokatolických bohoslužeb zdejší farnosti sv. Jindřicha (české), slovenské a maďarské personální farnosti. Celkem zde tedy sídlí hned tři farnosti. 
Do roku 2021 se zde pravidelně sloužily také mše svaté v mimořádné formě (forma extraordinaria, tzv. tridentská mše) pod záštitou Kněžského bratrstva sv. Petra (FSSP) a sídlil zde Klub sv. Atanáše (přednáškový klub pro laické katolíky). V roce 2021 však vyšlo nejprve Motu proprio Traditionis custodes papeže Františka a následně také zaváděcí směrnice pražského arcibiskupství, která znemožnila další slavení liturgie v mimořádné formě u svatého Jindřicha.
20. března 2022 byly na faře posvěceny prostory nově vzniklé studentské koleje Adalbertinum pro maďarské studenty v Praze, kterou financovala Maďarská biskupská konference a kterou provozuje zdejší Maďarská personální farnost.